# Jamie Baulch
 Jamie Baulch (Nottingham, 3 de maio de 1973) é um ex-velocista britânico especializado nos 400 m rasos. Foi campeão mundial do revezamento 4x400 m no Campeonato Mundial de Atletismo de 1997 em Atenas, Grécia e medalhista olímpico na mesma prova em Atlanta 1996.
Inicialmente a equipe britânica do 4x400 m formada por Baulch, Roger Black, Iwan Thomas e Mark Richardson, chegou em segundo lugar atrás do revezamento dos EUA, em Atenas 1997. Em 2008, Antonio Pettigrew, um dos integrantes daquele revezamento dos EUA, testemunhou contra o seu ex-treinador Trevor Graham - ex-velocista e medalhista olímpico - no caso BALCO, um escândalo de dopagem ocorrido entre atletas dos Estados Unidos em 2002. Pettigrew admitiu que competiu dopado entre 1997 e 2001, incluindo o Campeonato Mundial de Atenas. A equipe americana foi desclassificada  e as medalhas de ouro entregues aos britânicos. Jamie Baulch recebeu  a sua em 2010, em Cardiff, País de Gales, junto com o companheiro de revezamento Iwan Thomas.